# Großsteingräber bei Metzingen
Die Großsteingräber bei Metzingen waren zwei megalithische Grabanlagen der jungsteinzeitlichen Trichterbecherkultur bei Metzingen, einem Ortsteil von Göhrde im Landkreis Lüchow-Dannenberg (Niedersachsen). Sie wurden im 19. Jahrhundert zerstört. Nach Johann Karl Wächter war eines der Gräber bereits vor 1841 zerstört worden, während das zweite zu dieser Zeit noch existierte; Johannes Heinrich Müller und Jacobus Reimers führten Ende des 19. Jahrhunderts aber auch das zweite Grab als ausgegangen. Der genaue Standort der beiden Anlagen ist nicht überliefert, auch über Ausrichtung, Maße und Grabtyp liegen keine Informationen vor.